# Philadelphia Police Department
Philadelphia Police Department (förkortning: PPD) är den lokala poliskåren för staden Philadelphia och Philadelphia County (vars gränser är desamma) i den amerikanska delstaten Pennsylvania.
Numerärt är PPD den fjärde största lokala poliskåren i hela USA med 6 300 polisanställda och 800 civilanställda.

## Bakgrund
Polisen i Philadelphia bildades 1854 efter Metropolitanpolisen i London som förebild. Philadephiapolisen har länge haft en spänt förhållande till stadens afroamerikaner med anklagelser om polisbrutalitet och rasism. Frank Rizzo som var stadens polischef 1967-1971 och därefter stadens borgmästare 1972-1980 förkroppsligade PPD:s skamfilade rykte.

## Organisation
Stadens borgmästare utser polischefen (engelska: Police Commissioner). Högkvarteret är förlagt till 400 North Broad Street.
Geografiskt är PPD indelat i 21 polisdistrikt, vilket på högre nivå blir 6 avdelningar, därefter två huvudsektioner varav en nordlig och en sydlig som utgör den uniformerade ordningsenheten (engelska: Patrol Operations).

## Se även

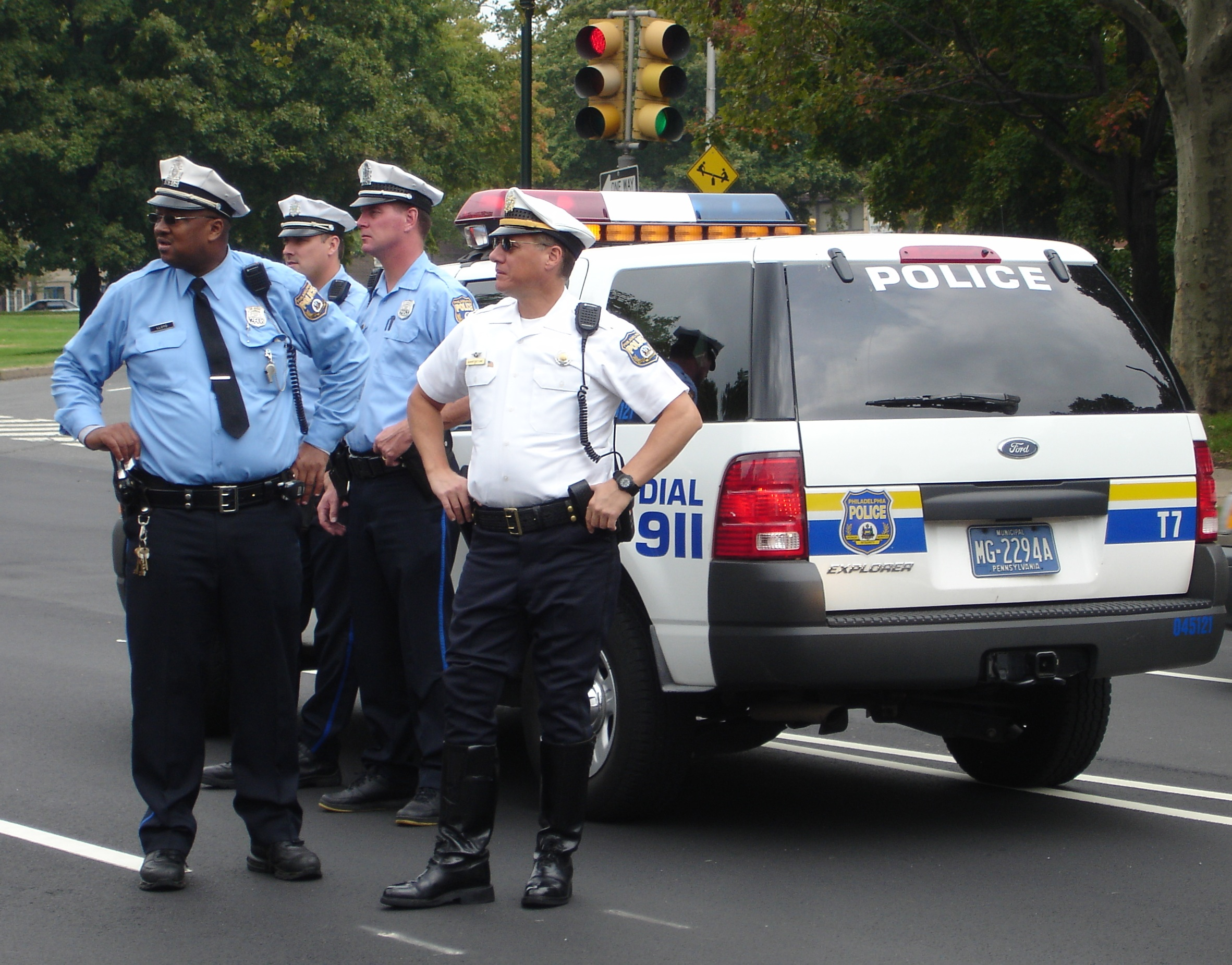
Polismän i blå skjorta och deras befäl i vit skjorta från Philadelphia Police Department med polisbil.